# 高美アリサ
高美 アリサ（たかみ ありさ、1935年10月12日 - ）は、日本の歌手、女優である。

## 経歴
静岡県出身。1951年4月に藤枝南女子高等学校（現藤枝順心中学校・高等学校） 普通科に入学し、2年後の1953年4月には松竹歌劇団に入学した。1956年に松竹歌劇団を卒業し、同年歌手デビューを果した。
歌い手の登竜門である日劇ミュージックホールを皮切りに、テレビやステージに多数出演した。なお、芸名の「高美アリサ」の名付け親は、フランス文学者の内村直也である。
歌手としては、1957年にポリドール・レコード（日本グラモフォン株式会社）に入社し、映画「太陽はひとりぼっち」主題歌「太陽はひとりぼっち」、映画「刑事」主題歌「死ぬほど愛して」、「夕焼けのトランペット」、「月光のノクターン」、「別れ」、「アモーレ・ミオ」などをレコーディングした。1956年には第11回NHK紅白歌合戦に出場し、有明ユリ、小割まさ江、沢たまきとともに「或る恋の物語」を歌唱している。
日劇ダンシングチームを引き連れて3ヶ月間のオーストラリアレヴュー公演を大成功させた実績もある。
映画にも、小林旭主演の渡り鳥シリーズを中心に出演したが、1967年 に結婚を機に引退した。
しかし、2011年に娘と妹の薦めによりライブ出演したことから、活動を再開。静岡で復活コンサートを開き、地元の音楽愛好家の間で評判になり、以降様々なステージにゲスト出演している。芸名も、復活と同時に高美アリ沙へ改名した。

## 主な映画出演
- 惜別の歌　（1962年、日活）[3]

## テレビ出演
- わが輩ははなばな氏（1956/07/18～1959/03/25、KR、木 19:30-20:00）[4]
- おいらの町（1956/11/05～1958/09/29、NHK、月 21:00-21:30）[5]
- 連続まげものドラマ　ありちゃんのおかっぱ侍（1957/01/08～1959/02/25、KR・OTV、火 22:00-22:30）[6]
- それでも星は生れる（1957/11/02～1957/11/02、NHK、土 21:00-22:10）[7]
- 大人と僕（放送日不明、NHK）[8]
- 三つのねがい（1958/06/06、NHK、金 11:35-11:55）[9]
- キャンプ・イン（1959/02/10、KR、火 19:00-19:30）[10]
- 潜水艦持って来い（1959/08/02、NET、日 19:30-20:00）[11]
- これでいいの（1959/08/09、CX、日 19:30-20:00）[12]
- ミュージカルバラエティ・魅惑の宵（1959/10/02～1961/04/07、NTV、金 22:30-23:15）[13]
- 雪姫（1959/12/13、NHK ETV、日 14:30-）[14]
- 花まつり（1960/04/08、NTV、金 12:15-12:45）[15]
- 夏まつり（1960/07/08、NTV、金 12:15-12:45）[16]
- ウエディング・シーズン（1960/10/07、NTV、金 12:15-12:45）[17]
- お墓に青い花を（1961/09/14～1961/09/21、CX、木 22:00-22:30）[18]

## 代表曲
- ルージュ　
作詞：水木かおる／作曲：藤原秀行

## NHK紅白歌合戦出場歴
| 年度/放送回               | 曲目         | 対戦相手       | 備考                                           |
| ------------------------- | ------------ | -------------- | ---------------------------------------------- |
| 1960年（昭和35年）/第11回 | 或る恋の物語 | ダークダックス | 沢たまき、有明ユリ、小割まさ江との混合で歌唱。 |